# 林宗虎
林宗虎（1933年5月13日—2019年12月21日），浙江湖州人，热能工程专家，中国工程院院士，西安交通大学能动学院热能工程系教授。

## 生平
1933年5月13日，出生于浙江南浔。1937年，因日军入侵，迁居上海。先后就读于上海市正志小学、私立大同大学附属中学、圣芳济中学。1951年考入上海徐家汇的交通大学，1955年毕业于蒸汽动力机械制造专业，获学士学位。1957年研究生毕业，留在西安交通大学锅炉教研室工作。1964年调入西安交通大学流体力学教研室。1969年上山下乡，在陕西省岐山县祝家庄公社劳动。1972年恢复工作。
长期从事锅炉等工程领域气液两相流和传热等方面系统性研究。1980年至1982年，美国迈阿密大学访问学者。1985年，晋升教授。1990年，成为博士生导师。1991年，开始享受国务院政府特殊津贴。1995年，当选中国工程院院士。
2019年12月21日9时30分在西安病逝。

## 出版物
编著《强化传热及其工程应用》《气液两相流和沸腾传热》《气液固多相测量》《管路内气液两相流特性及其工程应用》《工程测量技术手册》《实用锅炉手册》等书籍。2015年出版《林宗虎自传》。